# Omiya Ardija
Omiya Ardija (jap. 大宮アルディージャ Ōmiya Arudīja) – japoński klub piłkarski grający w J2 League. Klub ma siedzibę w Ōmiya-ku, dzielnicy miasta Saitama, prefektura Saitama, w regionie Kantō.